# Marcos Giralt Torrente
Marcos Giralt Torrente (Madrid, 1968) è uno scrittore spagnolo.

## Biografia
Figlio del pittore Juan Giralt e nipote dello scrittore Gonzalo Torrente Ballester, studia Filosofia all'Universidad Autonoma di Madrid. Dopo aver pubblicato nel 1995 la raccolta di racconti Entiéndame, conosce grande notorietà nel 1999 con il romanzo Parigi, vincitore del Premio Herralde, uscito in Italia con Fazi Editore nel 2001. Nel 2011 il romanzo Tempo di vita, uscito in Italia con  Elliot nel 2014, si aggiudica il Premio Nacional de Narrativa e il Premio Strega Europeo.
Dal 1995 collabora con "El País" come critico letterario.

## Opere tradotte in italiano
- Tempo di vita, Elliot, Roma, 2014
- Gli esseri felici, Fazi, Roma, 2008
- Parigi, Fazi, Roma, 2004